# Maria de Borbó (emperadriu)
Maria de Borbó fou una princesa capetiana nascuda vers el 1318 i morta a Nàpols el 1387. Era filla del duc Lluís I de Borbó i de Maria d'Avesnes.
Aquesta princesa va entrar a la història el 29 de novembre de 1328, quan a la capella del castell de Bourbon-l'Archambault, el seu pare va signar la seva promesa de matrimoni amb Guiu de Lusignan, fill gran de rei Hug IV de Xipre. Aquest matrimoni formava part de la política exterior activa del duc que havia intentat, des que va esdevenir croat el 1316, establir vincles estrets amb Orient.

## Biografia

### Joventut a Xipre (1330-1346)
Va abandonar a finals de l'estiu de 1329 Aigues-Mortes, i la jove princesa va desembarcar a Famagusta el gener de 1330 i es va casar amb gran pompa amb Guiu de Lusignan, conestable de Xipre i hereu de la Corona.
El 1335, va donar a llum un fill, batejat amb el nom del seu avi patern, Hugues de Lusignan.
Poc se sap de la seva vida a la cort de Xipre. El maig de 1341 va obtenir del Papa una absolució "in articulo mortis", sens dubte després d'una malaltia. El juliol de 1342, el Papa el va autoritzar a peregrinar al Sant Sepulcre de Jerusalem amb una comitiva de 50 persones, potser després d'un vot (per a la recuperació de la malaltia) del 1341?).
El pelegrinatge probablement mai va tenir lloc i el 1343 va morir el seu marit Guiu. Maria es va mudar després, tal com preveia el contracte matrimonial, a la casa de la princesa Llúcia a Nicòsia. La situació de Maria a la cort de Xipre es va fer difícil. La correspondència papal mostra que Maria estava en molt males condicions amb el seu padrastre, el rei Hug IV i volia tornar a França. El rei s'hi va oposar malgrat la pressió de Pere I de Borbó i del Papa Climent VI. La qüestió del destí del seu fill, el jove Hug de Lusignan, sembla haver estat al centre del problema. Segons el contracte matrimonial de 1328, havia d'heretar la corona del seu avi; no obstant això, és possible que la prematura desaparició del seu pare donés lloc a disputes legals a la Cort (problema del dret de representació del pare par un fill menor al moment d'una herència). La situació es va agreujar encara més quan el rei va suspendre les pensions del seu dot.
La intervenció del Papa l'abril de 1346 fou decisiva; va enviar un nunci apostòlic a Xipre per portar a Maria de nou a Occident i fer complir els termes del seu contracte matrimonial.

### Emperadriu de Constantinoble (1347-1364)
Maria va deixar Xipre amb el seu fill probablement a finals de 1346 o a la primavera de 1347. De camí a França, es va aturar a Nàpols. La princesa va reprendre els seus drets: el papa, i probablement el seu germà, el duc Pere I de Borbó, la van convidar a acceptar un matrimoni amb Robert II de Tàrent, emperador llatí de Constantinoble (titular). Aquest últim, de fet, viu una relació sulfurosa amb Joana I de Nàpols que escandalitza la cort papal.
El casament es va celebrar a Nàpols a l'església de San Giovanni Maggiore el 9 de setembre de 1347.
Tanmateix, a partir del gener de 1348, el regne de Nàpols va ser envaït per les tropes del rei Lluís I d'Hongria, que venien a venjar l'assassinat del seu germà, el primer marit de la reina. Robert de Tàrent, així com altres grans del regne, van lliurar les armes al rei Lluís a Aversa el 17 de gener de 1348. Ell i el seu germà Felip, acusats de complicitat en l'assassinat d'Andreu d'Hongria, foren enviats captius a aquest regne.
Maria va començar llavors una sèrie d'esforços diplomàtics per alliberar el seu nou marit. Va estar a Avinyó el maig de 1348 quan la Pesta Negra feia estralls. Després es va dirigir a Bourbon-l'Archambault i va passar el període de la pandèmia amb la seva família. El gener de 1352, finalment es va concloure la pau entre la reina de Nàpols i el rei d'Hongria. Robert de Tàrent fou alliberat i Maria i el seu fill es van reinstal·lar a Nàpols.
Del 1356 al 1357 la parella va residir al Peloponès, del qual Robert de Tàrent era el senyor com a príncep d'Acaia. En no tenir fills, Robert va instituir Maria com la seva hereva al principat. El 1359 va comprar la baronia de Vostitza en la que va situar a Roger de la Motte, però el 1363 la va vendre al florentí Nicolau Acciaiouli.

### Princesa d'Acaia (1364-1370)
A la mort del seu marit l'11 de setembre de 1364, Maria de Borbó i el seu fill Hug van reclamar la possessió del principat d'Acaia contra Felip II de Tàrent, el germà de Robert, que també pretenia aquest títol al principat.
El desembre de 1364, va trobar al seu ex-cunyat el rei Pere I de Xipre que li va prometre el pagament del seu dot, suspès des de 1346. Va anar a Xipre l'any següent per assistir al casament del seu fill.
El conflicte pel principat (principalment contra l'arquebisbe de Patres, que recolzava a Felip o al menys era el seu aliat objectiu, va durar fins al 1370, quan Maria i Hugu van renunciar als seus drets sobre Acaia a favro de Felip de Tàrent contra una renda, Maria es va reservar només la baronia de Kalamata. Després es va establir definitivament a Nàpols.

### Vellesa napolitana (1370-1387)
Des de la seva residència napolitana, Maria de Borbó va continuar jugant un paper en els afers diplomàtics europeus, especialment en la complexa política matrimonial napolitana. Intenta així situar un dels seus nebots a la cort de Nàpols, i és possible que la seva influència tingués efecte en l'adopció del seu cosí  Lluís d'Anjou per la reina Joana el 1380 .
Va morir a Nàpols el 1387 i va ser enterrada a l'església de Santa Chiara. Havent mort el seu fill Hug de Lusignan sense hereu el 1385, va fer del seu nebot Lluís II de Borbó el seu legatari universal.